# Alerta de Violencia de Género contra las Mujeres
La Alerta de Violencia de Género contra las Mujeres (AVGM) es un mecanismo implementado por el gobierno de México con el fin de «enfrentar y erradicar la violencia feminicida en un territorio determinado». Abarca diversas acciones, como protocolos de investigación sobre feminicidios y programas destinados a la prevención, así como «reformas para eliminar la desigualdad en la legislación y política pública».
La AVGM se estableció en 2007 con la creación de la Ley General de Acceso de las Mujeres a una Vida Libre de Violencia. De acuerdo con el Artículo 25 de esa Ley, la declaratoria de alerta de género corresponde al gobierno federal por medio de la Secretaría de Gobernación. Este mecanismo se activa para alertar a las personas pertenecientes a instancias gubernamentales y a la población en general sobre la urgencia de detener los feminicidios, el acoso callejero, laboral, escolar o doméstico, la discriminación y la violencia que viven las mujeres mexicanas, con el propósito de garantizar una buena calidad de vida libre de desigualdades.
Para que el gobierno declare la alerta de género es necesario que sea solicitada por organismos de derechos humanos nacionales e internacionales y organizaciones de la sociedad civil. Este mecanismo fue declarado en dos estados: el Estado de México y Morelos. En febrero de 2016, Jalisco declaró la alerta de acuerdo a su legislación estatal y no a la Ley General. El aumento de la violencia de género contra las mujeres ha aumentado las alertas activadas, el 16 de agosto de 2021, se declara la alerta en el Estado de Chihuahua, incluyendo los municipios de Chihuahua, Cuauhtémoc, Guadalupe y Calvo, Hidalgo del Parral y Juárez, este último considerado históricamente clave para el desarrollo e implementación de este tipo de alertas debido al Caso González y otras (Campo Algodonero) vs. México.